# KBS第2FM
KBS第2FM（朝鲜语：KBS 제2FM），或称KBS Cool FM。是韩国放送公社（KBS）对韩国国内广播的一个频道，主要播送流行音乐，使用FM广播。

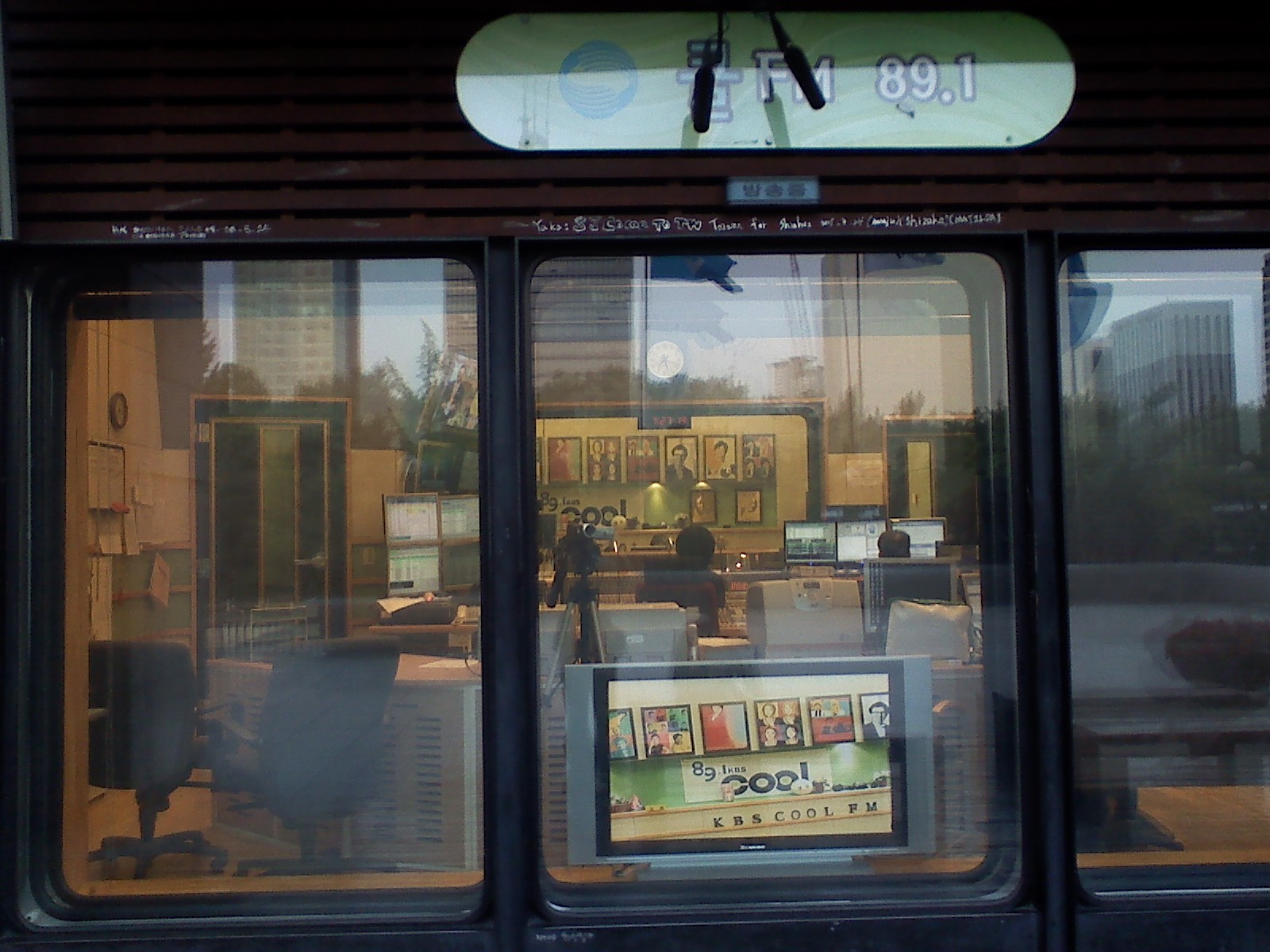
KBS第2FM首尔制作室

## 历史
- 1965年 - KBS 2FM的前身「首爾廣播電台」（朝鲜语：라디오 서울 방송）开始广播，当时是韩国的第1个FM广播。
- 1966年 - 东洋广播公司收购该电台，改名為TBC-FM。
- 1980年12月1日 - 因東洋廣播公司被關閉，电台被併入韓國放送公社。
- 1980年12月25日 - 电台改為 KBS Radio 4。
- 1988年12月24日 - 開始部分24小時播出（週一至週五：24小時，週六、週日：18小時）。
- 1994年10月1日 - 開始24小時播出。
- 2003年10月10日 - 電台改為KBS 2FM，當天起電台的調幅轉播站（AM 639）停播。
- 2010年3月2日 - 发射地点由南山移动到冠岳山。

## 收听频率
首都圈地区
| 发射地 | 呼号    | 频率       | 发射功率 | 呼號    |
| 冠岳山 | HLKC-FM | FM 89.1MHz | 10kW     | HLKC-FM |
| 城南市 | 无      | FM 97.7MHz | 20W      |         |
| 白翎岛 | 无      | FM 90.9MHz | 100W     |         |

## 节目时间表
- 04:54 《开始曲》
- 05:00 《상쾌한 아침（朝鲜语：상쾌한 아침）》
- 06:00 《Goodmorning pops》
- 07:00 《FM大行進》
- 09:00 《음악앨범 (라디오 프로그램)（朝鲜语：음악앨범 (라디오 프로그램)）》
- 11:00 《radio show（朝鲜语：박명수의 라디오쇼）》
- 12:00 《李恩智的歌謠廣場 （页面存档备份，存于）》
- 14:00 《정재형 문희준의 즐거운 생활（朝鲜语：정재형 문희준의 즐거운 생활）》
- 16:00 《音乐节目》
- 18:00 《A Good Day to Love（朝鲜语：사랑하기 좋은 날 이금희입니다）》
- 20:00 《提高音量（英语：Volume Up (radio show)）》（主持：樂童音樂家 秀賢）
- 22:10 《 （页面存档备份，存于）BTOB 的Kiss the Radio（英语：BTOB 的Kiss the Radio）》（U-KBS Music未同步播出）
- 00:00《天台屋无线电》
- 02:00《深夜食堂》
- 03:00《더 가까이（朝鲜语：더 가까이）》

## 节目主持人

### 当前
- 黄正民
- 李玹雨
- 金範修
- 安信愿
- 朴正洙
- 崔丹尼爾
- 李旼赫
- 金鉉浩
- 李恩智 (喜劇演員)

### 过去
- 玉珠鉉
- 李晟敏
- 金厲旭
- 李赫宰
- 李東海
- 朴孝珍
- 崔江姬
- 柳喜烈
- 李洪基
- 鄭恩地
- 李起光

## 关连项目
- 韩国放送公社（KBS）